# 冠状病毒科
冠狀病毒科（學名：Coronaviridae）是正鏈單股RNA病毒的一個科，屬網巢病毒目，為具包膜、直徑約80—120nm的病毒，基因組長約26–32kb，為RNA病毒中較大者。本科包含正冠狀病毒亞科與勒托病毒亚科兩個亞科，前者包含多種造成動物與人類疾病的病毒，又分为α、β、γ、δ等四个属；後者則僅知包含一種感染小雨蛙的病毒姬蛙甲型勒托病毒一型（MLeV）。

## 分類
冠狀病毒科的分類如下：
- 正冠狀病毒亞科 Orthocoronavirinae
  - 甲型冠狀病毒屬 Alphacoronavirus
  - 乙型冠狀病毒屬 Betacoronavirus
  - 丙型冠狀病毒屬 Gammacoronavirus
  - 丁型冠狀病毒屬 Deltacoronavirus
- 勒托病毒亚科 Letovirinae
  - 甲型勒托病毒属 Alphaletovirus
    - 姬蛙甲型勒托病毒一型 Microhyla alphaletovirus 1（MLeV）